# 小岩高原镇
小岩高原镇（法語：Plateau-des-Petites-Roches，法語發音：[plato de pətit ʁɔʃ]）是法国伊泽尔省的一个市镇，属于格勒诺布尔区。该市镇于2019年由原市镇圣伊莱尔、圣贝尔纳和圣庞克拉斯合并而成，行政中心位于圣伊莱尔。

## 地理
小岩高原镇（45°18'39"N, 5°53'15"E）面积36.91 平方千米，位于法国奥弗涅-罗讷-阿尔卑斯大区伊泽尔省，该省份为法国东南部内陆省份，北起顺时针与安省、萨瓦省、上阿尔卑斯省、德龙省、阿尔代什省、卢瓦尔省和罗讷省。
与小岩高原镇接壤的市镇（或旧市镇、城区）包括：勒图韦、拉泰拉斯、兰班、克罗勒、贝尔南、圣纳泽尔莱塞姆、圣皮埃尔-德沙特勒斯、圣皮埃尔当特勒蒙、圣玛丽迪蒙。
小岩高原镇的时区为UTC+01:00、UTC+02:00（夏令时）。

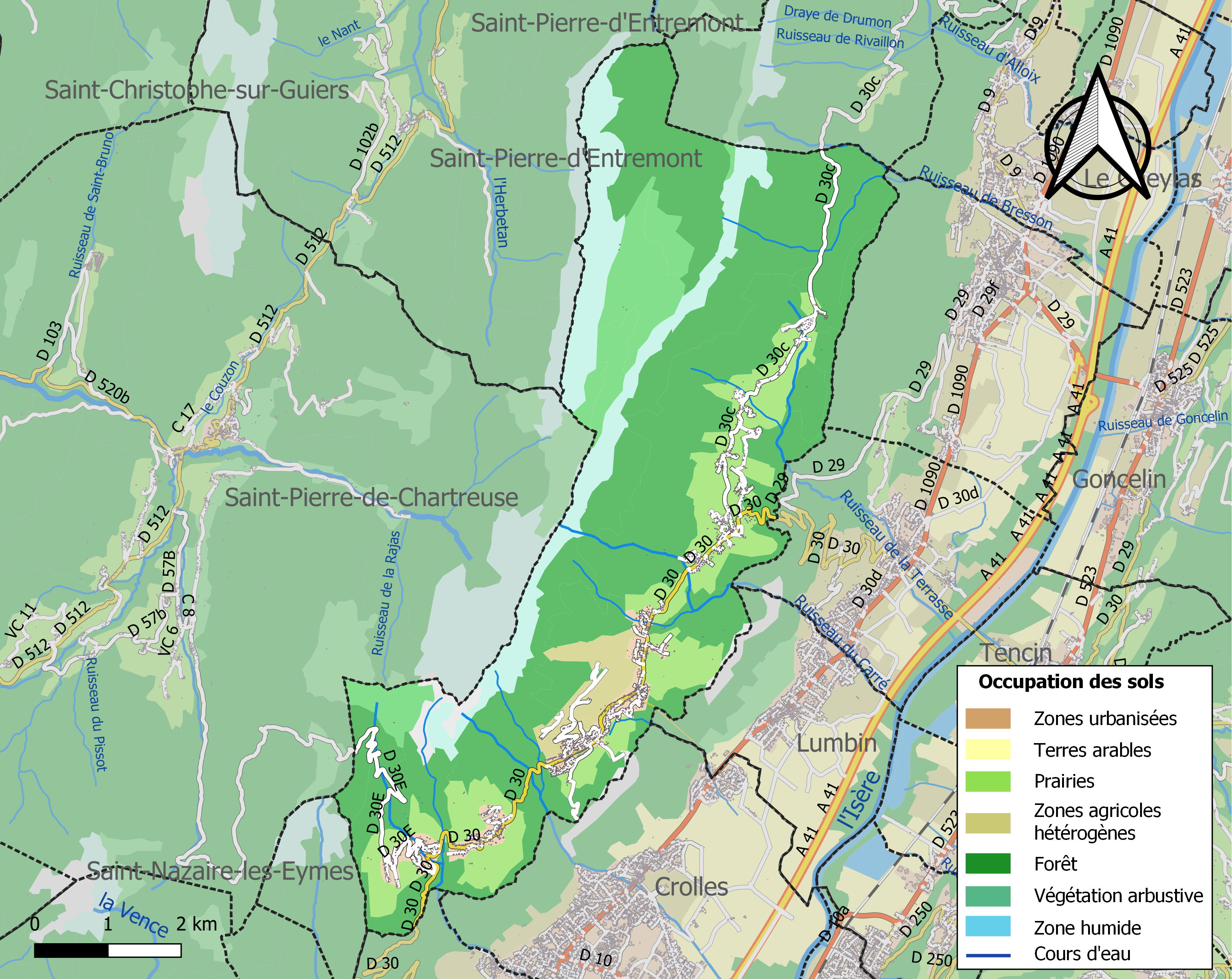
小岩高原镇的OSM定位图

## 行政
小岩高原镇的邮政编码为38660，INSEE市镇编码为38395。

## 政治
小岩高原镇所属的省级选区为中格雷西沃当县。

## 人口
小岩高原镇于2022年1月1日时的人口数量为2432人。